# Svein Ove Kirkhorn
Svein Ove Kirkhorn (ur. 22 grudnia 1956 w Oslo) – norweski artysta plastyk i projektant odzieży. 

## Życiorys
Absolwent Państwowej Wyższej Szkoły Rzemiosła Artystycznego i Designu w Bergen (Statens Høgskole for Kunsthåndverk og Design) w 1986, a także Państwowej Szkoły Szkła Artystycznego w Orrefors (Riksglasskolan) w 1980 (Szwecja). Zajmuje się drukiem tkanin, fotografiką i projektuje tkaninę artystyczną. Często najmowany jako projektant kostiumów scenicznych dla baletu. Charakteryzuje się stosowaniem materiałów niekonwencjonalnych, jak np. dętek, filcu i papieru.
Brał udział w wielu warsztatach twórczych w Norwegii. Jest inicjatorem wieloletnich plenerów artystycznych dla dzieci i młodzieży o tematyce kamuflażu, w których same dzieci stanowią obiekt artystyczny.
Jego dzieła znajdują się w norweskich kolekcjach muzealnych jak np. The National Museum of Art, Architecture and Design (Narodowe Muzeum Sztuki, Architektury i Designu) w Oslo, Preus Fotomuseum (Muzeum Fotografiki) w Horten, Nordenfjeldske Kunstindustrimuseum (Muzeum Wzornictwa Przemysłowego) w Trondheim i Vestlandske Kunstindustrimuseum (Muzeum Wzornictwa Przemysłowego) w Bergen.